# Шебаб
Шеба́б, или Шеба́б-э-Софла́, или Шеба́б-э-Олиа́, или Шеба́б-э-Бала́, или Шеба́б Софла́, или Шеба́б Олиа́ (перс. شباب‎) — небольшой город на западе Ирана, в провинции Илам. Входит в состав шахрестана  Ширван и Чердавель.
На 2006 год население составляло 3 363 человек.

## География
Город находится в северной части Илама, в горной местности западного Загроса, на высоте 949 метров над уровнем моря.
Шебаб расположен на расстоянии приблизительно 20 километров к северо-востоку от Илама, административного центра провинции и на расстоянии 475 километров к юго-западу от Тегерана, столицы страны.